# Laleu (Orne)
Laleu ist eine Gemeinde im französischen Département Orne in der Normandie. Sie gehört zum Arrondissement Alençon und zum Kanton Écouves. Nachbargemeinden sind Montchevrel im Nordwesten, Sainte-Scolasse-sur-Sarthe im Norden, Bures im Nordosten, Coulonges-sur-Sarthe im Osten und im Süden und Saint-Aubin-d’Appenai im Westen.

## Bevölkerungsentwicklung

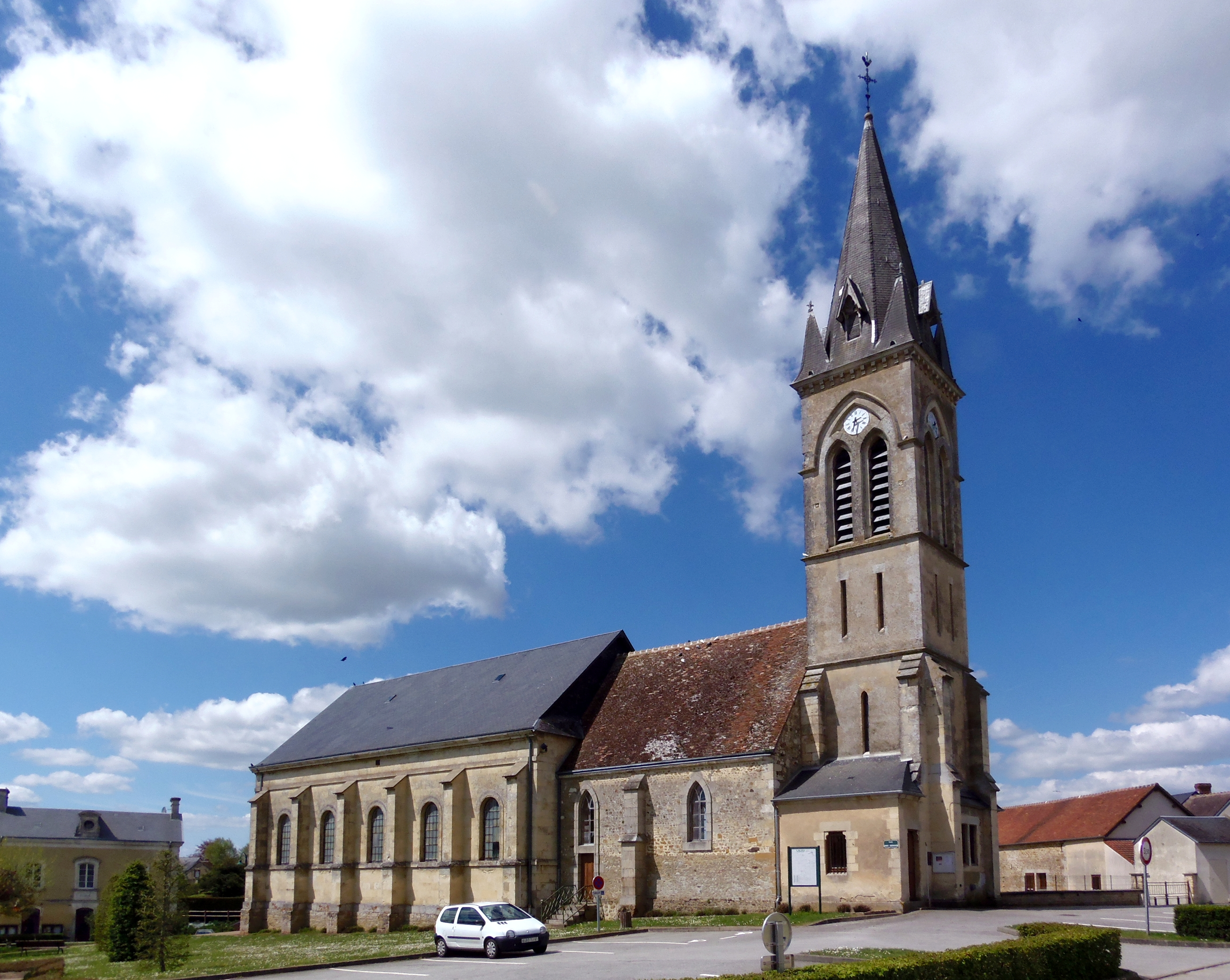
Kirche Saint-Germain

| Jahr      | 1962 | 1968 | 1975 | 1982 | 1990 | 1999 | 2008 | 2015 | 2020 |
| --------- | ---- | ---- | ---- | ---- | ---- | ---- | ---- | ---- | ---- |
| Einwohner | 385  | 335  | 347  | 327  | 361  | 343  | 378  | 364  | 353  |